# آرشاک هایراپتیان
آرشاک هایراپتیان (ارمنی: Արշակ Հայրապէտյան؛ زادهٔ ۸ نوامبر ۱۹۷۸) کشتی‌گیر پیشین اهل ارمنستان است. او در دستهٔ وزنی ۶۳ کیلوگرم کشتی آزاد در المپیک ۲۰۰۰ سیدنی رقابت کرد که مقابل حریفانی از قرقیزستان و بلاروس پیروز شد اما در برابر محمد طلایی از ایران شکست خورد و به مقام پنجم رسید.